# Šilo Velo
Šilo Velo je nenaseljeni otočić u Kornatskom otočju.
Njegova površina iznosi 0,674 km². Dužina obalne crte iznosi 3,83 km.

## Vanjske poveznice
|  | Zajednički poslužitelj ima još gradiva o temi Šilo Velo |